# Крістіан Мунджіу
Крістіа́н Мунджі́у (рум. Cristian Mungiu; нар. 27 квітня 1968, Ясси, Румунія) — румунський кінорежисер, сценарист і продюсер.

## Біографія
Крістіан Мунджіу народився 27 квітня 1968 року в Яссах (Румунія) в сім'ї медиків. Вивчав англійську мову і американську літературу в Ясському універистеті і деякий час працював учителем, журналістом і модератором на радіо і телебаченні. У 1998 році закінчив Академію театру і кіно у Бухаресті, після чого працював асистентом режисера, зокрема у Бертрана Таверньє у фільмі «Капітан Конан» (фр. Le Capitaine Conan, 1996) та Раду Міхайляну в «Потягу життя» (фр. Train de Vie, 1998).
На початку 2000-х Мунджіу зняв кілька короткометражних фільмів, за які отримав низку нагород, у тому числі за найкращу режисуру на кінофестивалі Dakino у 2000 році за стрічку «Зеппінг» («Zapping»).
Дебютна повнометражна стрічка Крістіана Мунджіу «Захід» (2002) була представлена в секції «Двотижневик режисерів» на Каннському кінофестивалі і здобула Гран-прі Трансільванського Міжнародного кінофестивалю.
Фільм Крістіана Муджіу 2007 року «Чотири місяці, три тижні і два дні» отримав «Золоту пальмову гілку» 60-го Каннського кінофестивалю, таким чином, Мунджіу став першим румунським режисером, що був відзначений цією нагородою. Крім того, фільм отримав на тому ж фестивалі приз ФІПРЕССІ та номінувався на кінопремію «Золотий глобус» Голлівудської асоціації іноземної преси.
У 2007 році, Крістіан Мунджіу указом президентом Румунії Траяном Бесеску був нагороджений лицарським національним «Орденом Зірки Румунії», «за вклад представника молодого покоління режисерів країни на міжнародній кінематографічній сцені».
У 2012 році вийшов фільм Мунджіу «За пагорбами», який отримав приз 65-го Каннського міжнародного кінофестивалю за найкращий сценарій та чергову «Золоту пальмовою гілку».
У 2013 році Крістіан Мунджіу входив до складу журі головного конкурсу 66-го Каннського міжнародного кінофестивалю, очолюваного Стівеном Спілбергом.
У травні 2016 року на 69-му Каннському міжнародному кінофестивалі Мунджіу отримав приз за найкращу режисуру фільму «Випускний», розділивши цю нагороду з французьким режисером Олів'є Ассаясом («Персональний покупець»).

## Фільмографія
| Рік  | Формат       | Назва українською                                           | Оригінальна назва             | Режисер | Сценарист | Продюсер |
| ---- | ------------ | ----------------------------------------------------------- | ----------------------------- | ------- | --------- | -------- |
| 2000 | к/м          | Зеппінг                                                     | Zapping                       | Так     | Так       |          |
| 2000 | к/м          | Жодного випадку                                             | Nici o întâmplare             | Так     | Так       |          |
| 2000 | к/м          | Хор пожежників                                              | Corul pompierilor             | Так     | Так       |          |
| 2002 |              | Захід                                                       | Occident                      | Так     | Так       |          |
| 2005 | кіноальманах | Загублені і знайдені (епізод Турецька дівчина (Turkey Girl) | Lost and Found                | Так     | Так       |          |
| 2007 |              | Чотири місяці, три тижні і два дні                          | 4 luni, 3 săptămâni şi 2 zile | Так     | Так       | Так      |
| 2009 | кіноальманах | Казки золотого століття                                     | Amintiri din Epoca de Aur     | Так     | Так       | Так      |
| 2012 |              | За пагорбами                                                | Dincolo de dealuri            | Так     | Так       | Так      |
| 2016 |              | Випускний                                                   | Bacalaureat                   | Так     | Так       | Так      |
| 2022 |              | R.M.N.                                                      | R.M.N.                        | Так     | Так       | Так      |

## Визнання
| Рік                                                  | Категорія                                          | Фільм                              | Результат |
| ---------------------------------------------------- | -------------------------------------------------- | ---------------------------------- | --------- |
| Трансільванський міжнародний кінофестиваль           |                                                    |                                    |           |
| 2002                                                 | Трофей Трансільванії                               | Захід                              | Перемога  |
| Кінофестиваль в Салоніках                            |                                                    |                                    |           |
| 2002                                                 | Золотий Александр                                  | Захід                              | Номінація |
| 2002                                                 | Приз глядацьких симпатій                           | Захід                              | Перемога  |
| 2012                                                 | Приз глядацьких симпатій — Балканський огляд       | За пагорбами                       | Перемога  |
| Міжнародний кінофестиваль в Анноне                   |                                                    |                                    |           |
| 2003                                                 | Гран-прі журі                                      | Захід                              | Перемога  |
| Кінофестиваль фільмів про кохання в Монсі            |                                                    |                                    |           |
| 2003                                                 | Гран-прі                                           | Захід                              | Перемога  |
| 2003                                                 | Приз Meuter-Titra                                  | Захід                              | Перемога  |
| Софійський міжнародний кінофестиваль                 |                                                    |                                    |           |
| 2003                                                 | Приз ФІПРЕССІ                                      | Захід                              | Перемога  |
| 2005                                                 | Нагорода громади міста Бургаса Срібна Чайка        | Загублені і знайдені               | Перемога  |
| 2008                                                 | Найкращий балканський фільм                        | Чотири місяці, три тижні і два дні | Перемога  |
| Кінофестиваль в Мар-дель-Плата                       |                                                    |                                    |           |
| 2006                                                 | Найкращий фільм                                    | Загублені і знайдені               | Номінація |
| 2012                                                 | Найкращий фільм                                    | За пагорбами                       | Перемога  |
| Каннський міжнародний кінофестиваль                  |                                                    |                                    |           |
| 2007                                                 | Золота пальмова гілка                              | Чотири місяці, три тижні і два дні | Перемога  |
| 2007                                                 | Приз ФІПРЕССІ                                      | Чотири місяці, три тижні і два дні | Перемога  |
| 2007                                                 | Приз Національної Адміністрації Освіти Франції     | Чотири місяці, три тижні і два дні | Перемога  |
| 2009                                                 | Премія Особливий погляд                            | Казки золотого століття            | Номінація |
| 2012                                                 | Золота пальмова гілка                              | За пагорбами                       | Номінація |
| 2012                                                 | Найкращий сценарій                                 | За пагорбами                       | Перемога  |
| 2016                                                 | Золота пальмова гілка                              | Випускний                          | Номінація |
| 2016                                                 | Приз за найкращу режисуру                          | Випускний                          | Номінація |
| Альянс жінок-кіножурналістів                         |                                                    |                                    |           |
| 2007                                                 | Найкращий фільм іноземною мовою                    | Чотири місяці, три тижні і два дні | Номінація |
| Міжнародний кінофестиваль у Чикаго                   |                                                    |                                    |           |
| 2007                                                 | Гран-прі Золотий Г'юго                             | Чотири місяці, три тижні і два дні | Номінація |
| 2012                                                 | Гран-прі Золотий Г'юго                             | За пагорбами                       | Номінація |
| Премія європейської кіноакадемії                     |                                                    |                                    |           |
| 2007                                                 | Найкращий європейський фільм                       | Чотири місяці, три тижні і два дні | Перемога  |
| 2007                                                 | Найкращий режисер                                  | Чотири місяці, три тижні і два дні | Перемога  |
| 2007                                                 | Найкращий сценарист                                | Чотири місяці, три тижні і два дні | Номінація |
| 2012                                                 | Найкращий сценарист                                | За пагорбами                       | Номінація |
| Голлівудські кінонагорода                            |                                                    |                                    |           |
| 2007                                                 | Чотири місяці, три тижні і два дні                 | Чотири місяці, три тижні і два дні | Перемога  |
| Асоціація кінокритиків Лос-Анджелеса                 |                                                    |                                    |           |
| 2007                                                 | Найкращий іноземний фільм                          | Чотири місяці, три тижні і два дні | Перемога  |
| LUX Prize                                            |                                                    |                                    |           |
| 2007                                                 | Чотири місяці, три тижні і два дні                 | Чотири місяці, три тижні і два дні | Номінація |
| Міжнародний кінофестиваль у Сан-Себастьяні           |                                                    |                                    |           |
| 2007                                                 | Приз ФІПРЕССІ                                      | Чотири місяці, три тижні і два дні | Перемога  |
| Стокгольмський міжнародний кінофестиваль             |                                                    |                                    |           |
| 1900                                                 | Бронзовий кінь                                     | Чотири місяці, три тижні і два дні | Перемога  |
| Академія кінематографічних мистецтв і наук Аргентини |                                                    |                                    |           |
| 2008                                                 | Найкращий іноземний фільм                          | Чотири місяці, три тижні і два дні | Перемога  |
| Аргентинська асоціація кінокритиків                  |                                                    |                                    |           |
| 2008                                                 | Найкращий іноземний не іспаномовний фільм          | Чотири місяці, три тижні і два дні | Номінація |
| Премія «Боділ»                                       |                                                    |                                    |           |
| 2008                                                 | Найкращий не-американський фільм                   | Чотири місяці, три тижні і два дні | Номінація |
| Премія «Сезар»                                       |                                                    |                                    |           |
| 2008                                                 | Найкращий фільм іноземною мовою                    | Чотири місяці, три тижні і два дні | Номінація |
| 2017                                                 | Найкращий фільм іноземною мовою                    | Випускний                          | Номінація |
| Премія «Давид ді Донателло»                          |                                                    |                                    |           |
| 2008                                                 | Найкращий європейський фільм                       | Чотири місяці, три тижні і два дні | Номінація |
| Премія Гопо                                          |                                                    |                                    |           |
| 2008                                                 | Найкращий художній фільм                           | Чотири місяці, три тижні і два дні | Перемога  |
| 2008                                                 | Найкращий режисер                                  | Чотири місяці, три тижні і два дні | Перемога  |
| 2008                                                 | Найкращий сценарій                                 | Чотири місяці, три тижні і два дні | Номінація |
| 2008                                                 | Приз глядацьких симпатій                           | Чотири місяці, три тижні і два дні | Перемога  |
| 2010                                                 | Приз глядацьких симпатій                           | Казки золотого століття            | Перемога  |
| Міжнародне товариство сінефілів                      |                                                    |                                    |           |
| 2008                                                 | Найкращий режисер                                  | Чотири місяці, три тижні і два дні | 2-е місце |
| 2008                                                 | Найкращий оригінальний сценарій                    | Чотири місяці, три тижні і два дні | Перемога  |
| Премія «Незалежний дух»                              |                                                    |                                    |           |
| 2008                                                 | Найкращий іноземний фільм                          | Чотири місяці, три тижні і два дні | Номінація |
| Італійський національний синдикат кіножурналістів    |                                                    |                                    |           |
| 2008                                                 | Срібна стрічка найкращому європейському режисерові | Чотири місяці, три тижні і два дні | Номінація |
| Премія товариства незалежного кіно Chlotrudis        |                                                    |                                    |           |
| 2009                                                 | Найкращий режисер                                  | Чотири місяці, три тижні і два дні | Номінація |
| 2009                                                 | Найкращий оригінальний сценарій                    | Чотири місяці, три тижні і два дні | Перемога  |
| Премія «Гойя»                                        |                                                    |                                    |           |
| 2009                                                 | Найкращий європейський фільм                       | Чотири місяці, три тижні і два дні | Перемога  |
| Премія «Магрітт»                                     |                                                    |                                    |           |
| 2018                                                 | Найкращий фільм спільного виробництва              | Випускний                          | Номінація |

## Громадська позиція
У 2018 підтримав звернення Європейської кіноакадемії на захист ув'язненого у Росії українського режисера Олега Сенцова